# Roodstaarthaaksnavelkolibrie
De roodstaarthaaksnavelkolibrie (Eutoxeres condamini) is een vogel uit de familie van de kolibries.

## Verspreiding
Deze vogel komt voor in zuid Colombia, van noord Ecuador tot Peru en in Bolivia en telt twee ondersoorten:
- E. c. condamini: van zuidoostelijk Colombia tot noordelijk Peru.
- E. c. gracilis: van centraal Peru tot noordwestelijk Bolivia.